# Passeport sanitaire
Pour les articles homonymes, voir Passe sanitaire.
Un passeport sanitaire — ou passeport vaccinal, passeport immunitaire, passe sanitaire,, pass sanitaire (en France), certificat de rétablissement,,, laissez-passer sanitaire, — est un document, au format papier ou numérique, attestant que son porteur est immunisé contre une maladie contagieuse. Semblable à la quarantaine, la certification publique est une action que les gouvernements peuvent prendre pour atténuer les effets d'une épidémie.
Le concept de passeport sanitaire attire beaucoup l'attention pendant la pandémie de Covid-19, en tant que moyen de contenir la pandémie et de permettre une reprise économique plus rapide. Le certificat est associé aux campagnes de vaccination (comme en France), avec 591 728 344 certificats vaccinaux émis, dont 437 509 564 dans l'Espace économique européen.

## Histoire

### Moyen Âge et âge classique

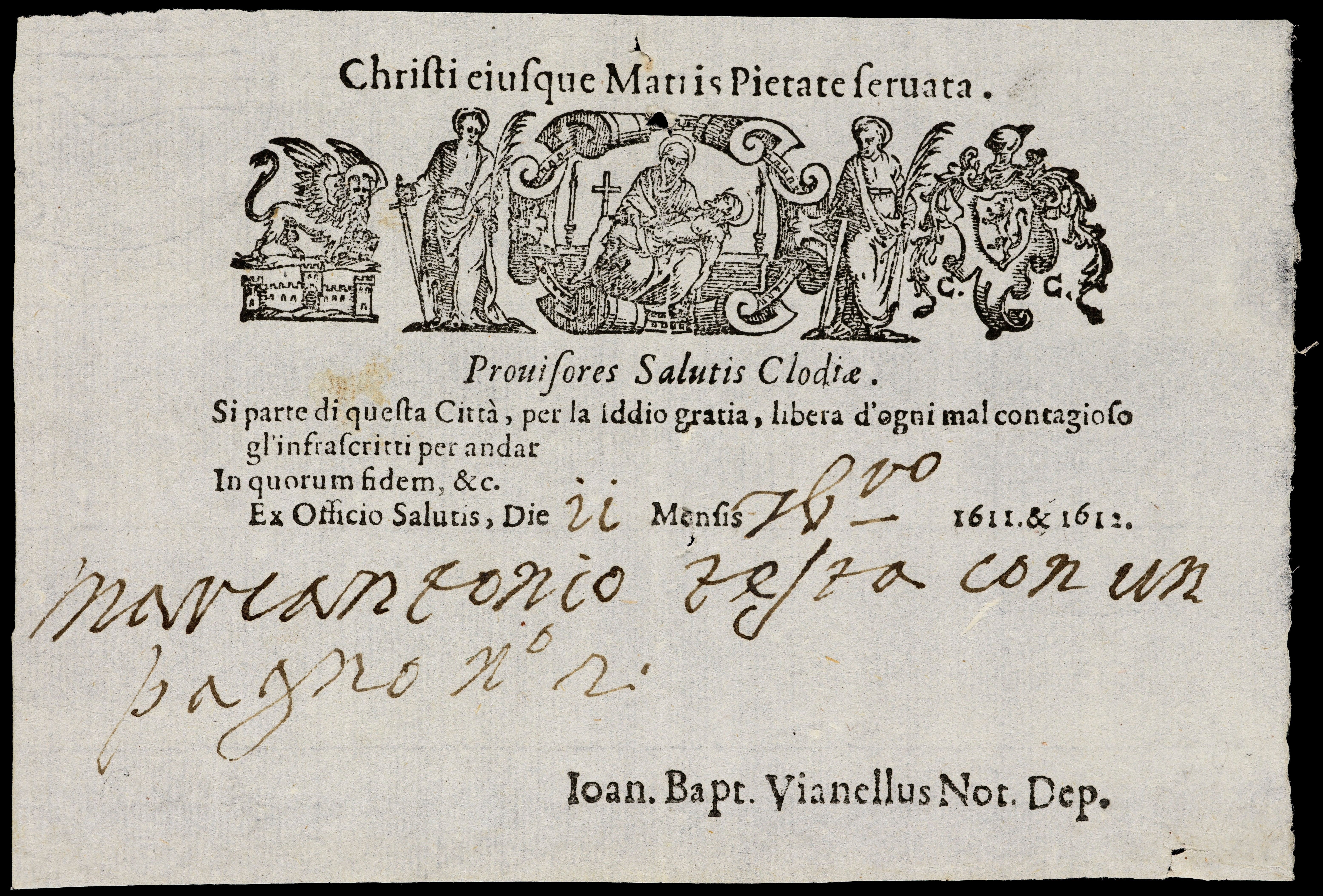
Un laissez-passer de santé italien (fede di sanità) pour voyager en temps de peste, 1611.

La quarantaine est apparue au Moyen Âge comme méthode maritime pour limiter la propagation de la peste noire (1347-1352). Par conséquent, il a également été nécessaire de fournir des documents attestant qu'un navire pouvait être accueilli dans un port. Ce système apparait progressivement en Italie du Nord, dans la deuxième moitié du XIVe siècle, et s'étend à d'autres ports comme Marseille. Un navire qui embarque d'un port indemne est doté d'une patente nette qui lui permet de débarquer plus rapidement, sinon il est considéré comme ayant une patente brute, en devant subir une quarantaine de longue durée,.
Autour de 1400, toujours en Italie du Nord, une coopération régionale s'établit entre plusieurs villes de Lombardie, pour instaurer la pratique de certificats individuels pour les voyageurs terrestres. Une ville comme Mantoue délivre aux voyageurs en partance un bolletini di sanita attestant qu'ils partent d'une ville saine, et exige l'équivalent pour ceux qui arrivent.
Les commentateurs français et anglais critiquent ou ridiculisent cette institution encore mal connue dans le reste de l'Europe. L'anglais John Evelyn l'interprète comme une « marque de jalousie » des cités-états italiennes entre elles, et Fynes Moryson comme un moyen d'espionnage commercial. De son côté, Michel de Montaigne la considère comme une simple mesure fiscale sur les voyageurs.

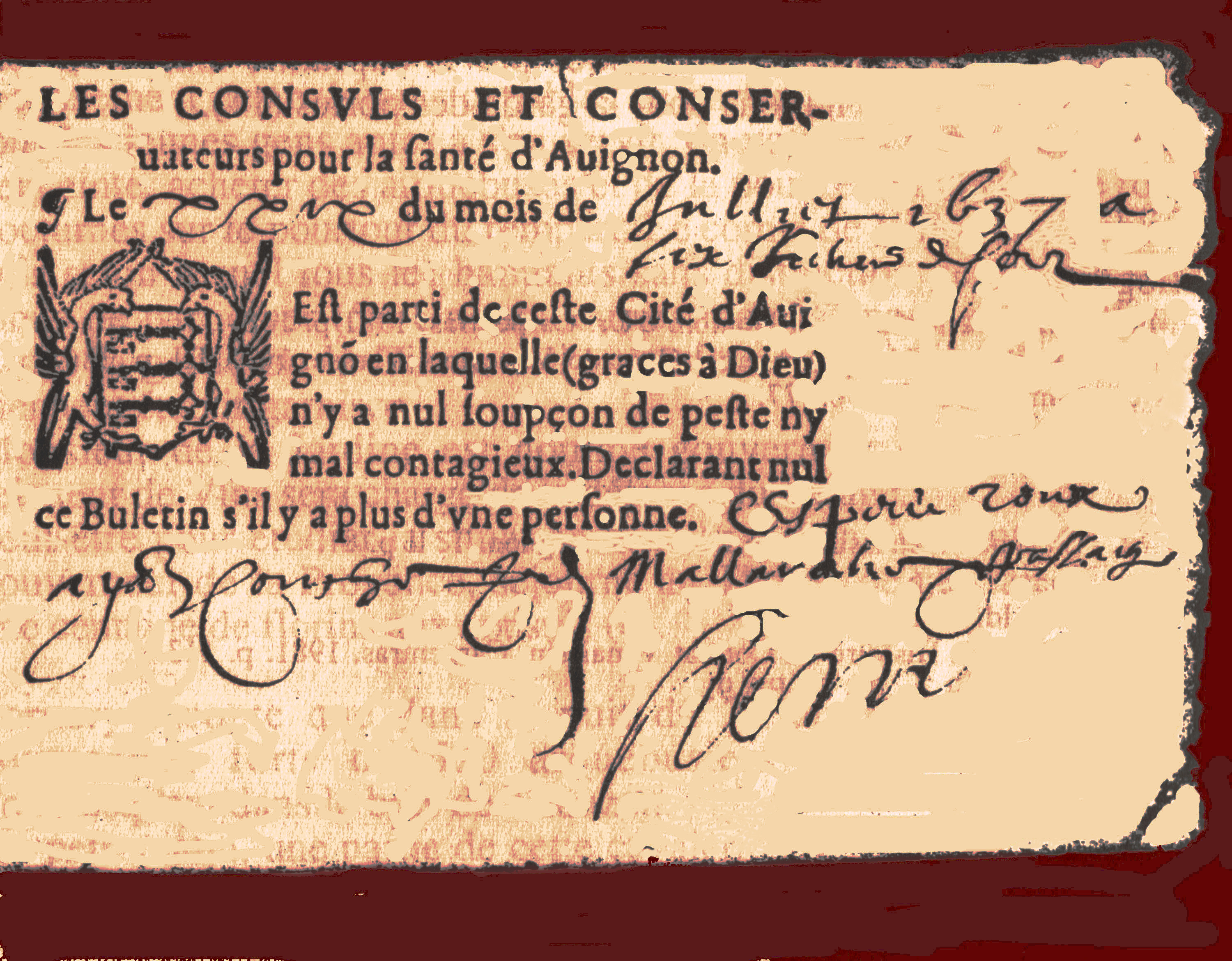
Billet de santé de 1637, attestant l'absence de peste à Avignon pour le voyageur en partance.

En dehors de l'Italie, le billet de santé apparait d'abord en Provence à Brignoles (1494) puis à Orange (1501). Ces villes interdisent l'entrée aux étrangers qui en sont dépourvus. Cet usage se répand peu à peu vers le Dauphiné, le Languedoc et la Catalogne : Grenoble (1521), Montélimar (1530), Apt (1542), Toulouse (1557).
Au XVIe siècle, le billet de santé est exigé en Espagne d'abord à Barcelone, en Flandre à Anvers, et en Angleterre à York. Il faut près d'un siècle pour que la mesure se généralise à l'échelle d'un pays. Par exemple en France : Lyon (1582), Saint-Malo (1584), à Paris on ne parle de billet de santé qu'à partir de 1619,.
Il existe des faussaires qui fabriquent, vendent ou utilisent des faux billets. Aussi, pour limiter la fraude, les premiers billets manuscrits sont remplacés par des billets imprimés avec des motifs. Ainsi plusieurs États italiens ont délivré des fedi di sanità pour exempter de quarantaine leurs détenteurs.

### Avant la Seconde Guerre mondiale
Les passagers de bateaux pouvaient recevoir un passeport sanitaire contenant le nom du passager et la commune de destination. Ce système ne provoque qu'une sécurité illusoire. Ce livret est individuel ou familial et doit être présenté au jour d'arrivée dans la commune,. L'utilisation du passeport sanitaire est soumis à une quarantaine d'une huitaine de jours, de 7 à 9 jours.
En 1908, les voyageurs entrant en France métropolitaine sont soumis au passeport sanitaire à l'exception des voyageurs à destination de Paris où un poste médical est établi dans chaque gare.
Le passeport sanitaire n'est pas donné aux émigrants, pèlerins et voyageurs qu'il est prudent de garder en observation.

### Seconde moitié du vingtième siècle
Le Certificat international de vaccination (carte jaune) est un certificat de vaccination et de prophylaxie, et non d'immunité. Le document est resté largement inchangé depuis son adoption par la Convention sanitaire internationale de 1944. Le certificat est le plus souvent associé à la fièvre jaune, mais il est également utilisé pour suivre la vaccination contre d'autres maladies.

### Vingt-et-unième siècle
L'un des premiers défenseurs des passeports d'immunité pendant la pandémie de COVID-19 était Sam Rainsy, le chef de l'opposition cambodgienne. En exil et en confinement à Paris, il a proposé des passeports d'immunité comme moyen d'aider à relancer l'économie dans une série d'articles qu'il a commencé en mars 2020 et publiés dans The Geopolitics et The Brussels Times,. Les propositions ont également été publiées en français. L'idée est devenue de plus en plus pertinente à mesure que les preuves d'une immunité acquise durable devenaient claires.

## Terminologie
Un carnet de vaccination représente l'historique personnel des vaccinations d'un individu alors qu'un certificat médical de vaccination prouve qu'une personne a reçu certains vaccins.
Le certificat international de vaccination contre la fièvre jaune est un certificat ou carnet officiel délivré par l'Organisation mondiale de la santé (OMS). « La vaccination contre la fièvre jaune est obligatoire pour se rendre dans de nombreux pays d’Afrique et d’Amérique latine ».
Avant la mise à disposition des vaccins contre la Covid-19, un passeport immunitaire signifiait que la personne avait été infectée et guérie de la Covid-19 et supposée être immunisée contre ce virus.
Au Québec, l'Office québécois de la langue française (OQLF) recommande les termes « passeport vaccinal, passeport sanitaire ou passeport immunitaire » ou « laissez-passer sanitaire ». Ce concept y est défini en 2021 comme suit :

« Attestation, utilisée en contexte d'épidémie ou de pandémie, indiquant qu'une personne a été vaccinée contre l'affection en cause, a récemment obtenu un résultat négatif à un test de dépistage de celle-ci ou en est rétablie, et qui lui permet d'être exemptée de certaines mesures sanitaires.
Le passeport vaccinal peut par exemple permettre à son détenteur de voyager à l'étranger, d'assister à des manifestations ou de fréquenter certains lieux. Il se présente en format papier ou en format numérique; dans ce dernier cas, on y accède le plus souvent par l'intermédiaire d'un code à barres 2D. »

— Définition de l'Office québécois de la langue française, 2021
L'Office québécois de la langue française (OQLF) juge les termes « pass » et « passe » inadaptés :
Le Québec banni l'emploi des expressions pass sanitaire et passe sanitaire qui ne s'intègrent pas au français du Québec du point de vue sémantique. Le Québec peut également utiliser la dénomination preuve vaccinale.
En France, l'Académie française et la Commission d'enrichissement de la langue française (via FranceTerme) jugent le terme « passe » adapté en français européen, mais condamnent la graphie pass sans ‹ e ›. Il s’agit d’un calque de l’anglais sanitary pass.
En Europe, selon le doctorant en droit privé et sciences criminelles de l'université de Bordeaux, Yoann Nabat, l'expression passeport vaccinal n'est pas utilisée car « aucune norme nationale ou européenne ne connaît le terme de passeport vaccinal ou passeport sanitaire ». Au contraire le terme passeport vaccinal risque d'induire une confusion avec le terme de passeport qui a un sens juridique précis. Pour cette raison, le document européen s'appelle certificat.
La législation de l'union européenne désigne ce type de document comme un certificat Covid numérique de l'Union européenne.
En langue anglaise, le terme vaccine passport (passeport vaccinal) est considéré inadéquat, car il ne s'agit pas d'un passeport en l'absence des informations présentes sur un passeport usuel comme le nom, la nationalité ou l'identité du porteur.
La loi française désigne sous le nom de passe sanitaire « le résultat d'un examen de dépistage virologique ne concluant pas à une contamination par la covid-19, un justificatif de statut vaccinal concernant la covid-19 ou un certificat de rétablissement à la suite d'une contamination par la covid-19 ». La notion de passe vaccinal est à l'étude pour traiter du cas où le certificat de test ne serait pas reconnu.

## Certificat d'immunité
Un certificat d'immunité est un document juridique délivré par une autorité de contrôle à la suite d'un test sérologique démontrant que le porteur possède des anticorps qui le rendent immunisé contre une maladie. Ces anticorps peuvent être soit naturellement produits en guérissant de la maladie, soit déclenchés par la vaccination. Ces certificats n'ont d'utilité pratique que si toutes les conditions suivantes peuvent être satisfaites,,, :
- Les patients guéris ou vaccinés ont une immunité protectrice qui les empêche d'être réinfectés
- L'immunité protectrice est de longue durée
- L'agent pathogène mute suffisamment lentement pour que l'immunité fonctionne contre la plupart des souches
- Les tests d'immunité ont de faibles taux de faux positifs

Si les certificats d'immunité sont fiables, ils pourraient être utilisés pour exempter les titulaires des restrictions de quarantaine et de distanciation sociale, leur permettant de voyager et de travailler dans la plupart des domaines. À l'inverse, même si le dispositif permet une diminution du risque de contamination il ne l'exclue pas complètement en particulier lors des grands rassemblements.

### Notion d'immunité naturelle
Les personnes acquièrent un certain degré d'immunité naturelle contre le SARS-CoV-2 lorsqu'elles sont exposées à un virus vivant et développent une réponse immunitaire primaire qui produit des anticorps capables de reconnaître des variantes spécifiques du Covid-19. En mai 2021, l'Organisation mondiale de la santé (OMS) a signalé que plus de 90 % des personnes établissent des anticorps contre le SARS-CoV-2 dans une période de quatre semaines d'infection. Pour la plupart des personnes, ces anticorps détectables restent pendant au moins six à huit mois, ce qui fournit des mesures de protection contre la réinfection.
Cependant, les individus qui développent des anticorps contre le virus ne garantissent pas une immunité durable en raison des mutations récurrentes du SARS-CoV-2 qui peuvent ne pas être reconnues par les anticorps précédemment développés. Les connaissances actuelles sur la réponse immunitaire qui se développe à partir d'une infection naturelle par le SARS-CoV-2 ne précisent pas la durée forte et durable de la protection et de l'immunité. L'incertitude de la science pour l'immunité contre le Covid-19 et la dépendance à des conditions inconnues soulèvent des questions sur l'adoption de certificats d'immunité contre le Covid-19.

## Certificat de test négatif
Contrairement aux certificats d'immunité, les certificats dits sans Covid affirment le résultat du test Covid d'une personne pendant une courte période (généralement de l'ordre de quelques jours, moins de 48 heures en France). Dans ce contexte, les certificats de PCR négatif de Covid relient l'identité d'une personne au résultat du test Covid-19.

## Passeport de vaccination Covid-19
En mai 2020, le niveau d'anticorps nécessaire pour être protecteur contre le Covid-19 est encore mal connu. Le 24 avril 2020, l'Organisation mondiale de la santé (OMS) a déclaré qu'« à ce stade de la pandémie, il n'y a pas suffisamment de preuves sur l'efficacité de l'immunité à médiation par les anticorps pour garantir l'exactitude d'un « passeport d'immunité » ».
En raison du déséquilibre dans la distribution des vaccins dans les pays en développement, l'iniquité des passeports d'immunité pour les voyageurs suscite des inquiétudes. Lors d'une réunion du 15 avril 2021 publiée quatre jours plus tard, le comité d'urgence de l'Organisation mondiale de la santé s'est opposé aux passeports d'immunité, affirmant que « les parties des États sont fortement encouragés à reconnaître le potentiel des exigences de preuve de vaccination pour aggraver les inégalités et promouvoir une liberté de mouvement différentielle ».
Cependant, de nombreux pays peuvent de plus en plus tenir compte du statut vaccinal des voyageurs lorsqu'ils décident de les autoriser à entrer ou de les obliger à se placer en quarantaine. « Une sorte de certificat de vaccin sera important » pour relancer les voyages et le tourisme, selon le Docteur David Nabarro, envoyé spécial pour le COVID-19 pour l'Organisation mondiale de la santé (OMS), en février 2021. Les pays expérimentant ou envisageant sérieusement des passeports d'immunité COVID-19 incluent Aruba, la Grande-Bretagne, Israël et le Canada.
Dans certains cas, un passeport d'immunité sera associé à un certificat de vaccination, de sorte que les personnes qui ont guéri du Covid-19 et les personnes qui ont été vaccinées utiliseront le même type de documentation. En janvier 2021, Israël a annoncé que tous les Israéliens qui ont reçu leur deuxième vaccination ainsi que tous ceux qui se sont rétablis de l'infection seront éligibles à un « passeport vert » qui les exemptera des exigences d'isolement et des tests Covid-19 obligatoires, y compris ceux qui arrivent de l'étranger. Le passeport sera valable 6 mois.
En mars 2021, le directeur de la santé numérique et de l'innovation de l'OMS désapprouve le fait qu'un passeport de vaccination soit une condition de voyage par une compagnie aérienne privée, une telle décision relevant d'une approche unifiée des gouvernements. Aux États-Unis, en avril 2021, seul l'État de New York a passé un tel accord avec une seule compagnie, mais ça n'a pas empêché les législateurs de quelques États américains de faire aussitôt des propositions de lois pour interdire l'utilisation de passeports vaccinaux.

## Passeport de santé numérique Covid-19

### Genèse

#### En Chine
En mars 2021, le gouvernement chinois a déployé le premier système de passeport vaccinal COVID-19 au monde grâce à un partenariat avec Alipay et WeChat. Le système fournit un certificat de santé qui comprend le statut vaccinal d'un individu et les résultats des tests COVID-19,,. Initialement, le système n'indiquait qu'un individu avait été vacciné que s'il avait reçu un vaccin contre le coronavirus fabriqué en Chine, ce qui a suscité des critiques, bien qu'en avril 2021, le système ait commencé à accepter les enregistrements de la réception des vaccins Pfizer-BioNTech, Moderna et Janssen. En mars 2021, l'application était facultative et son utilisation était limitée aux citoyens chinois. Le passeport santé numérique est destiné à mieux faciliter les déplacements,. Les défenseurs de la vie privée et les internautes chinois ont exprimé leurs inquiétudes concernant la collecte de données potentiellement invasive et l'utilisation de données à des fins autres que la surveillance de la santé,.

#### En Europe
Le Premier ministre grec Kyriákos Mitsotákis, a proposé la création d'un certificat Covid de l'Union européenne qui relancerait la liberté de circulation et faciliterait les déplacements gratuits des citoyens de l'Union européenne vaccinés dans l'UE et l'espace Schengen (Saint-Marin et Cité du Vatican en attente). Le certificat Covid de l'Union européenne a pour but d'authentifier le statut vaccinal de son titulaire. Les 27 États membres de l'UE ont adopté des lignes directrices sur la preuve de la vaccination à des fins médicales. Le certificat numérique Covid de l'Union européenne (EUDCC) est entré en vigueur le 1er juillet et permet la levée des restrictions de voyage dans les 27 États membres. Le certificat sera également disponible pour l'UE et certains pays non membres de l'Union européenne,,,.
Les enfants de moins de 12 ans sont exemptés des tests liés aux voyages dans l'Union européenne.

### Déploiement dans le monde

#### Certificat Covid numérique de l'Union européenne

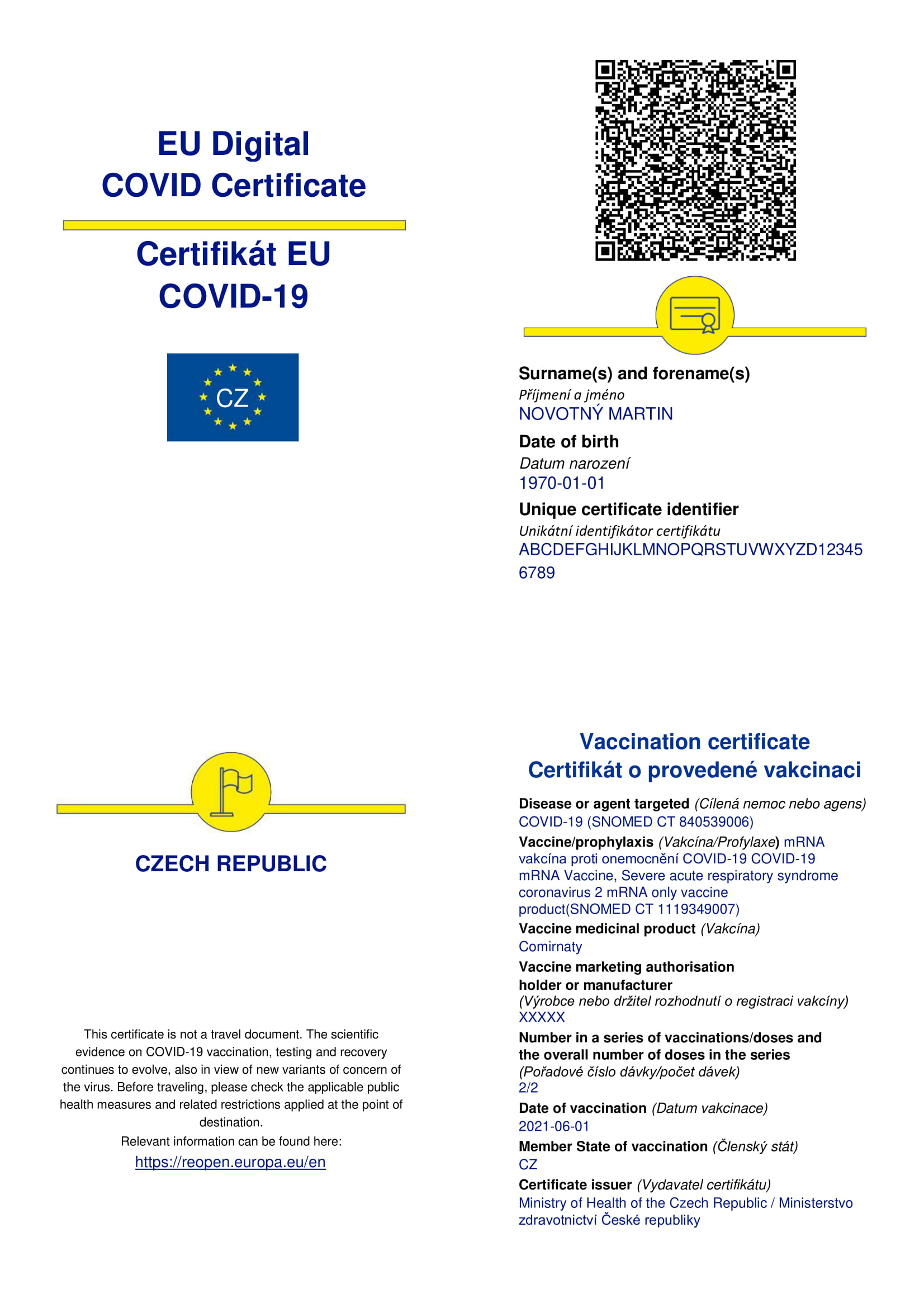
Certificat COVID numérique de l'UE (pays émetteur : République tchèque)

Le certificat Covid numérique de l'Union européenne est un système valable dans les 27 États membres de l'UE disposant d'équivalence dans 28 pays ou territoires tiers, soit un total de 55.
Au 13 Octobre 2021, 591.728.344 certificats ont été émis dans l'espace économique européen, dont 136.901.354 certificats en France, 123.254.466 en Allemagne, 97.058.162 en Italie, et 43.058.575 en Autriche.
Les 591 728 344 certificats cumulent 437.509.564 certificats vaccinaux, 84.009.810 Rapid antigen test, 60.162.592
Nucleic acid amplification test et 10.046.378 certificats de guérisons.

##### Définition européenne
Le certificat Covid numérique de l'Union européenne est un certificat numérique ou papier officiellement lancé le 1er juillet 2021 par les vingt-sept États membres de l'Union européenne de manière à faciliter les déplacements à l'intérieur de l'Union européenne tout en luttant contre la Covid-19. Ce passe sanitaire utilise un code QR lisible par smartphone pour certifier qu'une personne a été vaccinée, testée négative ou s'est rétablie de la Covid-19. Le code QR peut être scanné par les autorités des différents pays européens.

« Le cadre du certificat Covid numérique de l'Union européenne permet la délivrance, la vérification et l'acceptation transfrontières de l'un des certificats suivants :
1. un certificat confirmant que le titulaire a reçu un vaccin contre la Covid-19 […] ;
2. un certificat confirmant que le titulaire a été soumis à un test TAAN ou à un test rapide de détection d'antigènes […] ;
3. un certificat confirmant que […] le titulaire s'est rétabli d'une infection par le SARS-CoV-2. »

— Règlement (UE) 2021/953, Article 3 — Certificat Covid numérique de l'Union européenne
Le certificat contient un code QR signé numériquement et est disponible sur papier ou au format PDF. Le logiciel de référence et le code source de l'application ont été publiés par l'Union européenne.
Le code QR est signé numériquement à l’aide d’une clé de chiffrement asymétrique et tout le monde peut connaître le nom, la date de naissance et le statut de validité en le scannant avec l'application de vérification allemande, par exemple. Il contient un identifiant unique, un nom, une date de naissance, une date d'émission et des informations sur la vaccination/le test/le rétablissement. Les données ne sont pas stockées de manière centralisée.
Les clés sont stockées par les émetteurs, les clés publiques sont également stockées dans le portail de l'Union européenne.
Le certificat n'est accepté que sur présentation d'un justificatif d'identité en cours de validité.[réf. souhaitée]

#### En France
La France est partie prenante du certificat Covid numérique de l'Union européenne en tant que membre de l'Union européenne.
En France, est considérée comme passe sanitaire la validation d'un schéma vaccinal complet (une ou deux doses selon le vaccin contre la Covid-19), ou la preuve d'une contamination par la maladie à coronavirus 2019 plus une dose du vaccin.
Le président Emmanuel Macron annonce le 12 juillet 2021 la nécessité de la présentation d'un passe sanitaire pour pouvoir accéder à certains lieux. Cette mesure a déclenché des protestations remettant en question l'efficacité du vaccin Covid-19 et dénonçant les restrictions de libertés publiques. Par ailleurs, des dizaines de milliers de rendez vous en vue de vaccinations ont été pris sur internet dans les 24 heures qui ont suivi l'intervention présidentielle.
Le 21 juillet 2021, le Premier ministre français Jean Castex confirme que le pass sanitaire serait obligatoire pour les activités de loisirs impliquant plus de 50 personnes, et devra être présenté dans les parcs d'attractions et les concerts, ainsi que dans les cinémas, les piscines et les musées.
Après cinq jours de débats du 20 au 25 juillet, les parlementaires ont adopté définitivement dans la nuit du lundi 26 ce texte qui traduit les annonces d'Emmanuel Macron.
Le texte de loi a été publié au journal officiel le 6 août 2021 après validation par le Conseil constitutionnel le 5 août.
Dans une tribune publiée dans Marianne le samedi 28 août 2021, un collectif d'avocats et juristes estiment que le passe sanitaire constitue une obligation vaccinale déguisée.
La France envisage de supprimer le passe sanitaire en 2022 pour le remplacer par un passe vaccinal.
Selon un sondage d’Odoxa commandé par Le Figaro en décembre 2021, deux français sur trois sont favorables au déploiement d'un passe vaccinal.
Selon une étude, le pass sanitaire aurait empêché 4 000 décès dans le pays.

#### En Hongrie
Certains pays de l'Union européenne comme la Hongrie ont commencé à reconnaître les passeports vaccinaux numériques de l'extérieur de l'Union européenne, y compris du Kazakhstan. Cependant, ces certificats reconnus à une échelle nationale ne le sont pas à l'échelle de l'espace Schengen.

#### En Italie
Le 22 juillet 2021, le gouvernement italien annonce que des restrictions entreraient en vigueur le 6 août et s'appliqueraient à un éventail d'activités telles que les spas, les casinos et les restaurants intérieurs. « Le laissez-passer vert est essentiel si nous voulons que les entreprises restent ouvertes », a déclaré le président du Conseil des ministres italien Mario Draghi aux journalistes.

#### En Suisse
Le 8 juillet 2021, la Commission européenne a décidé l'équivalence des certificats suisses de vaccin Covid, les rendant valables dans tout l'espace Schengen, dont elle est membre. Dans le même temps, la Suisse reconnait les certificat délivrés par les États membres de l'UE et de l'AELE.
Le certificat Covid suisse est interopérable avec celui de l'Union européenne. Il n'est pas fourni automatiquement, il doit être explicitement demandé pour se conformer aux lois sur la protection des données.
Les personnes de moins de 16 ans n'ont pas besoin d'un certificat Covid en Suisse.
Ce certificat contient un code QR signé numériquement. Les certificats sont délivrés sur papier ou au format PDF. Une application disponible pour smartphone est également disponible pour les stocker et les gérer (après analyse, car les données ne sont pas conservées dans un système central). Le code source de la première version du certificat Covid a été publié pour mener un test public de sécurité (public security test).
Le code QR est signé numériquement à l’aide d’une clé de chiffrement asymétrique et n'importe qui peut lire les informations en les scannant avec l'application de certificat Covid. Il contient les données lisibles sur le certificat papier (identifiant unique, nom, date de naissance, date de délivrance et informations de vaccination/test/récupération).
La licence de l'application précise que des sanctions peuvent être appliquées en cas d'utilisation abusive ou de négligence. Les clés sont stockées dans le dossier national géré par la Confédération, les clés publiques sont également stockées dans le portail de l'Union européenne. Le certificat n'est accepté que sur présentation d'un justificatif d'identité en cours de validité. Un certificat léger qui ne contient aucune donnée de santé peut être généré avec l'application après le chargement du certificat complet. Il n'est valable qu'en Suisse. L'application supprimera automatiquement les certificats révoqués.
Le 28 novembre 2021, les Suisses approuvent par référendum à 62 % la loi ayant permis de créer le passe sanitaire, avec un taux de participation d'environ 65 %, soit le 4e plus élevé depuis l'introduction du suffrage féminin en 1971. À l'exception de l'Union démocratique du centre (UDC), premier parti du pays, l'ensemble des mouvements politiques ont appelé à soutenir la loi. La campagne est marquée par de nombreuses manifestations, parfois interdites et émaillées de violences. Le jour du vote, le siège du gouvernement et du parlement à Berne est placé sous haute sécurité et entouré d'une clôture grillagée, ce qui constitue une première un jour de vote fédéral, mais seules quelques dizaines d'opposants se rassemblent.
En 2022, un banquier d'investissement et producteur de cinéma suisse, Pascal Najadi, dépose plainte contre Alain Berset, lui reprochant d'avoir menti en disant qu'avec le certificat Covid, on pouvait montrer qu’on n’est pas contagieux. Selon lui, ce passeport sanitaire covid aurait contribué à créer une société à deux vitesse ce qui serait contraire à la Constitution de la Suisse.

#### Passeport de santé numérique Covid-19 dans le monde

##### Certificat Covid américain

###### État fédéral

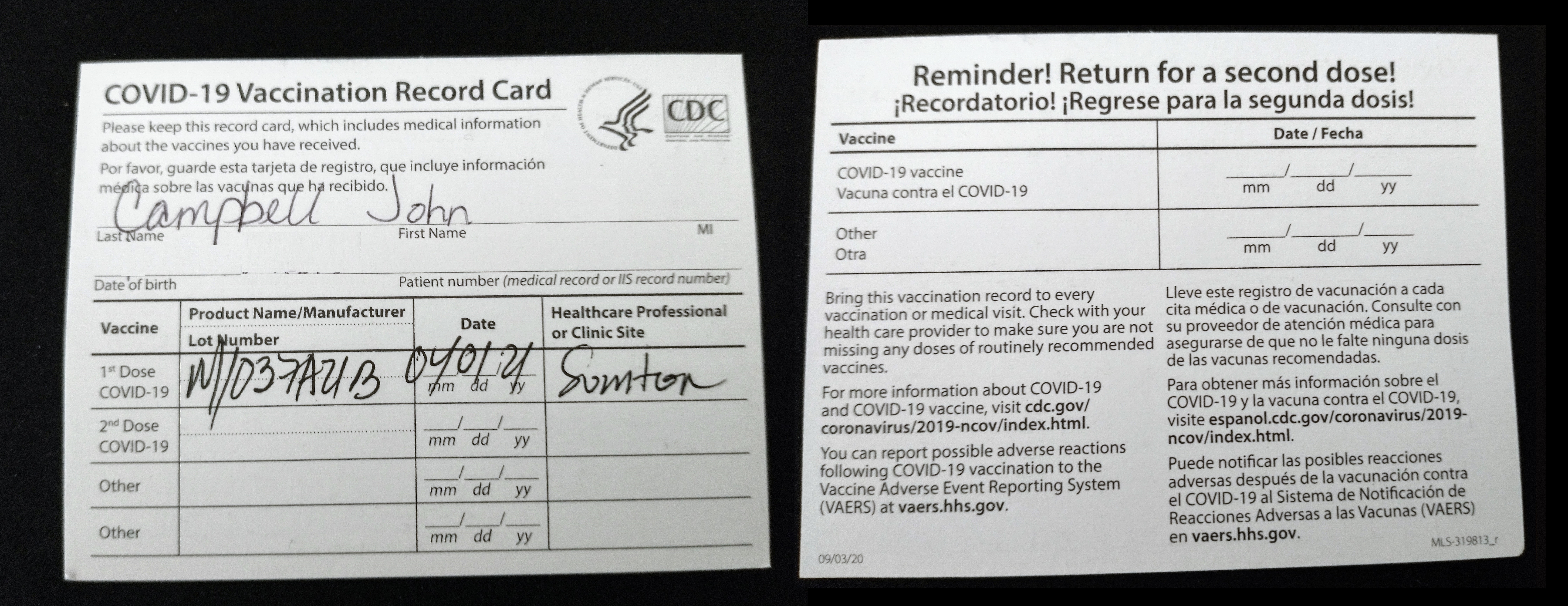
Carte de vaccination en Floride

En juillet 2021, les États-Unis n'avaient pas délivré de certificat numérique de vaccin Covid-19 pour les voyageurs internationaux. Les personnes américaines qui ont été vaccinées reçoivent une carte d'enregistrement de vaccination COVID-19 par le CDC. Cependant, ces cartes sont facilement contrefaites et ne portent pas de code QR résistant à la copie ni de signature numérique. L'acceptation des cartes CDC par d'autres pays n'est pas acquise. En juin 2021, un porte-parole de l'UE a souligné que les Américains entièrement vaccinés entrant dans un pays de l'espace Schengen pourraient présenter une preuve de vaccination ou de maladie à l'autorité sanitaire du pays hôte, qui à son tour délivrerait un certificat numérique de vaccin Covid-19 de l'Union européenne. Un certain nombre de compagnies aériennes américaines ont également encouragé à télécharger des informations sur la santé avant de monter à bord d'un avion vers une destination étrangère. Les certificats de vaccins délivrés numériquement ont été critiqués à l'échelle internationale en raison de problèmes de confidentialité, d'accès inéquitable et d'acceptation incohérente des différents types de vaccins.

###### État de New York
L'État de New York exige que les sites sportifs professionnels qui accueillent des supporters utilisent « Excelsior Pass » ou des méthodes similaires pour confirmer si les participants ont reçu l'un des éléments suivants :
- un traitement complet de vaccin Covid-19
- un test PCR négatif dans un délai de 72 heures
- un test antigénique négatif dans un délai de 6 heures

Les petites et moyennes salles des arts de la scène qui utilisent Excelsior Pass ou une autre preuve d'état de santé sont autorisées à rouvrir à une capacité plus élevée, dans certains cas avec jusqu'à 250 % de participants en plus.
Dans la ville de New York, la cybersécurité de la photo de la carte a été critiquée pour permettre la fraude.

##### Passeport vaccinal au Canada
Une dizaine de provinces se dit concernée par la notion de passe sanitaire ou de passeport vaccinal.
Au Québec — province du Canada —, un passeport vaccinal est mis en place le premier septembre 2021 afin que la population puisse accéder à un schéma vaccinal complet. Le passeport vaccinal québécois diffère de la preuve de certification canadienne:

« La preuve de vaccination électronique est un document en format PDF qui se télécharge à partir de votre ordinateur ou de votre appareil mobile. Elle contient vos informations personnelles, le vaccin que vous avez reçu et un code QR qui contient ces informations. Pour en savoir plus, consultez la page Preuve de vaccination contre la COVID-19.
Le passeport vaccinal est un outil qui interprétera l’information contenue dans votre preuve de vaccination pour déterminer votre statut de protection contre la COVID-19. Il ne présentera pas vos informations personnelles ni les informations sur la maladie que vous avez eue, ou le détail des vaccins que vous avez reçus. »

— quebec.ca
Deux fraudeurs ont reçu une amende de 19 720 $ par personne.
L'annonce de la mise en place prochaine d'un passeport vaccinal conduit au augmenter le nombre de primo-vaccinés.
La réalisation de ce passeport vaccinal québécois sur le modèle du passe sanitaire européen français a conduit à des menaces de mort à Gatineau.
| Province/Territoire       | Statut                             |
| ------------------------- | ---------------------------------- |
| Alberta                   | Mis en place le 20 septembre 2021  |
| Colombie-Britannique      | Mis en place le 13 septembre 2021  |
| Île-du-Prince-Édouard     | N/A                                |
| Manitoba                  | Mis en place le 3 septembre 2021   |
| Nouveau-Brunswick         | Mis en place le 22 septembre 2021  |
| Nouvelle-Écosse           | N/A                                |
| Nunavut                   | N/A                                |
| Ontario                   | Mis en place le 22 septembre 2021  |
| Québec                    | Mis en place le 1er septembre 2021 |
| Saskatchewan              | Mis en place le 1er octobre 2021   |
| Terre-Neuve-et-Labrador   | Annoncé le 7 septembre 2021        |
| Territoires du Nord-Ouest | N/A                                |
| Yukon                     | N/A                                |

##### Passe sanitaire en Asie
La Thaïlande est dotée d'un système de passe sanitaire numérique contre le covid, basé sur un certificat soit de vaccination, soit sur les date et résultat du test, soit de guérison.

##### Passeport sanitaire australien
L'Australie se dote d'un système de passeport sanitaire contre le covid avec un code QR.

## Controverses
En avril 2021, l'Organisation mondiale de la santé a déconseillé l'utilisation de passeports obligatoires pour le vaccin Covid-19 pour les voyages, invoquant des problèmes d'éthique et d'efficacité,,.

### Aspects économiques
Les partisans de l'idée tels que Sam Rainsy, cofondateur du Parti d'opposition pour le sauvetage national du Cambodge (CNRP) ont fait valoir que l'immunité, qu'elle soit acquise naturellement ou par la vaccination, est une ressource qui doit être utilisée pour limiter l'impact de la pandémie sur l'économie mondiale. Notez que les nombreuses personnes au Cambodge dépendent entièrement pour leur vie d'une industrie du tourisme qui a été anéantie. Les pays pauvres peuvent également bénéficier de l'enregistrement du statut immunologique car cela réduira le gaspillage de vaccins rares.

### Aspects éthiques et sociaux
Des préoccupations éthiques concernant les certificats d'immunité ont été soulevées par des organisations dont Human Rights Watch (HRW). Selon HRW, exiger des certificats d'immunité pour travailler ou voyager pourrait forcer les personnes à passer des tests ou risquer de perdre leur emploi, créer une incitation perverse pour les personnes à s'infecter intentionnellement pour acquérir des certificats d'immunité, et risquer de créer un marché noir de certificats d'immunité falsifiés. En restreignant les activités sociales, civiques et économiques, les passeports d'immunité peuvent « aggraver les inégalités existantes entre les sexes, la race, l'origine ethnique et la nationalité ». Les certificats d'immunité sont également confrontés à des problèmes de confidentialité et de droits humains.
Les questions éthiques qui se posent dans l'acceptabilité des certificats d'immunité tournent autour des objectifs politiques et de l'utilisation prévue.
La restriction de santé publique sur la mise en œuvre des certificats d'immunité limite la liberté d'un individu d'effectuer des activités sociales.
Des personnes qui ne peuvent pas obtenir le vaccin ou qui ne sont pas immunisées, la délivrance de certificats d'immunité crée une injustice et une discrimination. La mise en œuvre des certificats d'immunité Covid-19 pour les personnes qui ne sont pas à risque ne se justifie que dans l'idée de ne pas être vecteur du virus pour les autres personnes.
Les disparités sociales existantes dans la société risquent d'être affectées par l'imposition de certificats de vaccination Covid-19. Les personnes qui ont la possibilité de recevoir le vaccin obtiendront l'accès au retour à la vie normale, tandis que les populations à faible revenu resteront disproportionnellement à faible taux de vaccination, ce qui entrave leur droit social de sortir. Les personnes qui refusent de se faire vacciner voient également leurs libertés être restreintes.

### Aspects de droits fondamentaux et d'équité
D'un autre côté, il est avancé qu'il serait disproportionné de priver des personnes immunisées – qui ne peuvent ni infecter ni être infectée – de leurs libertés fondamentales. Cette prévention générale ne se justifierait qu'en dernier recours. Ainsi, Govind Persad et Ezekiel J. Emanuel soulignent qu'un passeport d'immunité suivrait le « principe de 'l'alternative la moins restrictive' » et pourrait même profiter à la société : « Tout comme le travail des camionneurs titulaires d'un permis de conduire profite aux personnes incapables de conduire, l'augmentation de la sécurité et de l'activité économique permise par les certificats d'immunité profiterait aux personnes sans certificats. Par exemple, le fait d'embaucher de préférence des personnes immunisées dans les maisons de retraite ou comme travailleurs à domicile pourrait réduire la propagation du virus dans ces établissements et mieux protéger les personnes les plus vulnérables au COVID-19. Les amis, les parents et le clergé qui sont immunisés pourraient rendre visite aux patients dans les hôpitaux et les maisons de retraite. ».
Un opposant aux passeports d'immunité en Grande-Bretagne a suggéré que, pour comprendre les dangers des passeports Covid, il faut simplement imaginer un équivalent pour l'obésité.
Dans un article d'opinion satirique publié dans The Daily Telegraph, le député Charles Walker écrit : « Le gouvernement ne devrait pas laisser sa volonté de certification sanitaire s'arrêter aux passeports Covid-19. S'il veut sérieusement sauver des vies et promouvoir la responsabilité personnelle, il doit cibler la maladie évitable et identifiable qu'est l'obésité… C'est un fait inéluctable qu'un grand nombre de lits d'hôpitaux, de médecins et de ressources du NHS ont été absorbés l'année dernière par les personnes cliniquement obèses… Il est clair qu'en détournant les ressources de maladies et de causes sociales méritantes, les obèses tuent ceux qui ont un poids sain. Mais un changement est enfin possible. De la même manière que les gens devront bientôt prouver leur statut de Covid, nous pourrions également être au stade où la technologie pourrait être déployée pour surveiller le statut d'obésité des gens. Une telle avancée permettrait enfin à l'État de restreindre l'accès des personnes en surpoids à certains établissements de restauration et aux aliments riches en calories. À l'entrée d'un restaurant, l'établissement pourrait scanner une application pour téléphone portable indiquant votre IMC. Les personnes en bonne santé pourraient commander ce qu'elles souhaitent sur le menu, tandis que les personnes en surpoids seraient contraintes de commander des portions limitées. Quant aux obèses, ils pourraient se contenter d'une salade ou être simplement invités à partir. Pour les commandes de plats à emporter, des entreprises telles que Just Eat ou Deliveroo pourraient utiliser les mêmes données, recueillies par téléphone, pour écarter les personnes obèses de la commande de restauration rapide. Dans les supermarchés, votre statut IMC pourrait être scanné à la caisse, les clients les plus gros voyant certains aliments retirés de leur panier ou remplacés par des options plus saines. ».

### Fiabilité et qualité des tests
L'étendue de la protection du vaccin contre les nouveaux variants émergents du Covid-19 n'est pas encore bien sue. Pour une approche politique raisonnable de la qualité de la fiabilité scientifique des tests, l'Organisation mondiale de la santé (OMS) a recommandé qu'il y ait une durée minimale établie d'immunité, des indicateurs fiables de concentration ou quantité d'anticorps, et une disponibilité précise des tests pour garantir que les résultats se situent dans des niveaux satisfaisants. La fixation du seuil d'erreur tolérable relève de la responsabilité du gouvernement, et non des entreprises privées, afin d'éviter tout conflit d'intérêts.
La fiabilité des tests antigéniques systématiques pour prévenir la contamination est remise en cause par les résultats de concerts-tests réalisés en Catalogne au mois de juillet 2021. La sensibilité des tests antigéniques, de l'ordre de 65 à 70 %, ainsi que l'écart de temps entre l'infection et le moment où celle-ci est détectable, apparaissent comme des facteurs limitants. Ces résultats contredisent ceux du concert-test réalisé à Bercy, dont les résultats n'avaient pas été jugés significatifs. L'augmentation de la prévalence de la contamination au variant Delta, ainsi que des conditions de test différentes, en serait la cause,.